# Меропа (звезда)
Меро́па (Меропе) — звезда в скоплении Плеяд, входит в одну из двух групп звёзд в созвездии Тельца, видимых невооружённым глазом.

## Физические характеристики

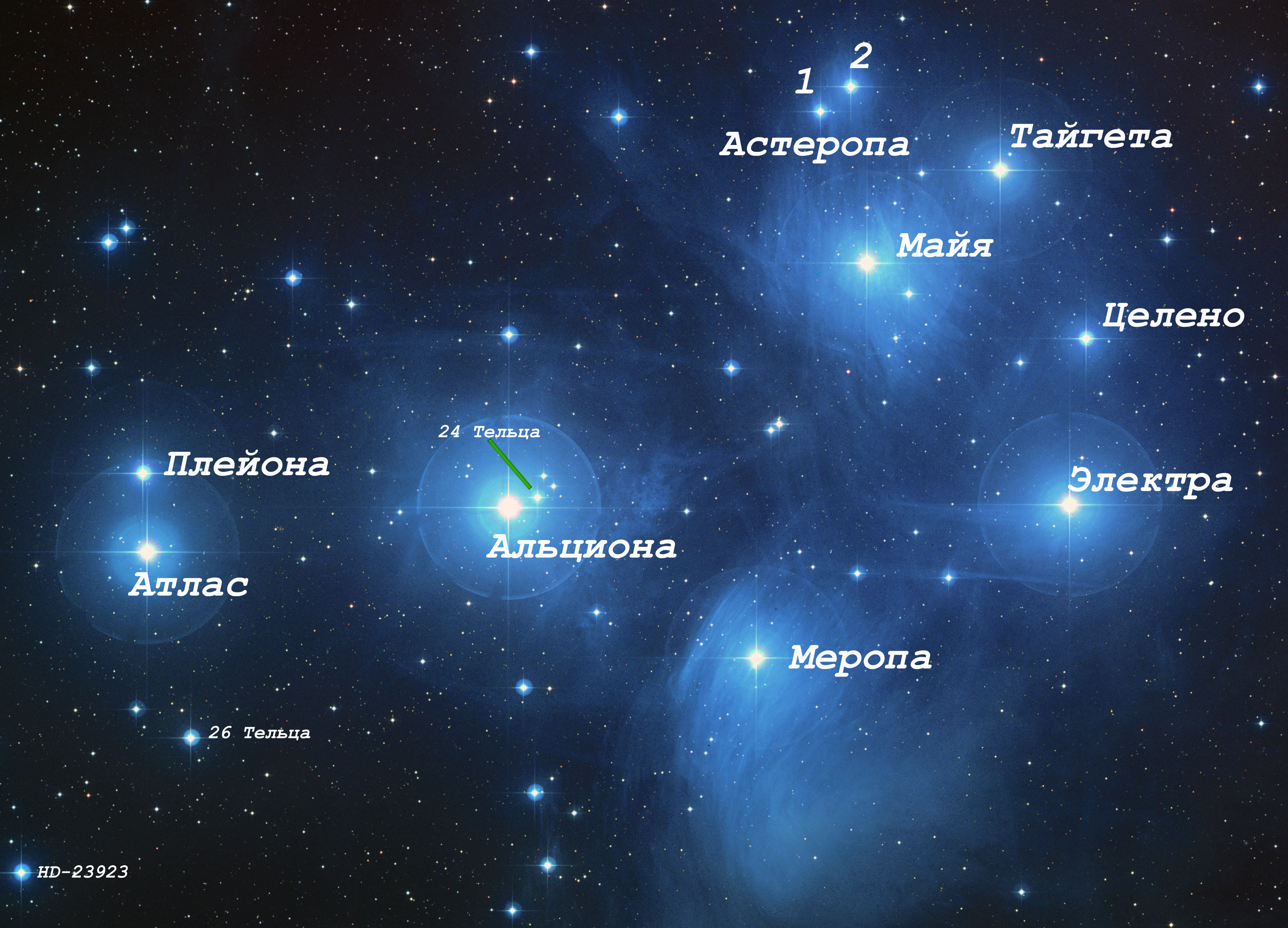
Звёздное скопление Плеяды

Звезда удалена от Земли приблизительно на 440 световых лет. Меропа — бело-голубой субгигант спектрального класса B с видимой звёздной величиной +4,14. Светимость звезды в 630 раз больше, чем у Солнца, а поверхностная температура 14 000 кельвинов (13 730° по Цельсию). Масса Меропы составляет примерно 4,5 солнечной, радиус больше солнечного в 4 раза. Меропу классифицируют как переменную звезду типа β Цефея, её яркость изменяется на 0,01m. Меропа расположена в Туманности Меропы (NGC 1435).

## Происхождение названия
Меропа — в греческой мифологии, одна из плеяд. Дочь Атланта и Плейоны. Единственная из плеяд, вышедшая замуж за смертного — коринфского царя Сизифа, родившая ему сына Главка.